# Varronianus
Varronianus est le fils de l'empereur romain Jovien, qui régna entre le 27 juin 363 et le 19 février 364. Il fut consul en 364 en même temps que son père. 
Après la mort de son père, Varronianus aurait passé le reste de sa vie auprès de sa mère, vivant sous la menace continuelle d'être assassiné pour prévenir de sa part toute revendication au trône.

## Biographie

### Famille
Varronianus est le fils de l'empereur Jovien et de son épouse Charito. Il porte le même nom que son grand-père paternel, un officier né à Singidunum en Mésie, qui fut tribun des Joviens et comte des domestique avant de se retirer de la vie militaire sous le règne de Julien. 
Son grand-père maternel, Lucillianus, pourrait être originaire de Sirmium en Pannonie. Il sert comme général sous le règne de Constance II et s'acquitte de plusieurs missions de confiance pour l'empereur. Déchu de son commandement après l'accession au pouvoir de Julien, Lucillianus est rappelé aux affaires après la proclamation de Jovien comme empereur. Il est assassiné en Gaule au cours d'une mutinerie en 363.  
Varronianus pourrait avoir eu un frère selon Philostorge, qui est la seule source à prêter un deuxième fils à Jovien, sans toutefois le nommer. 

### Vie
Varronianus est encore en bas âge lors de la proclamation de Jovien comme empereur le 27 juin 363, consécutive à la mort de Julien au cours de sa campagne en Perse. 
Varronianus reçoit le titre de Nobilissimus puer. Le 1er janvier 364, il est nommé consul aux côtés de son père à Ancyre,. Jovien meurt cependant quelques semaines plus tard sur le chemin du retour vers Constantinople, entre le 16 et le 19 février. Les raisons de sa mort sont peu claires, certaines sources affirmant qu'il serait mort asphyxié par la fumée d'un brasero, quand d'autres, à l'instar d'Ammien Marcellin, suggèrent un assassinat,,.  
Bien que trop jeune pour succéder à son père, Varonnianus représente un prétendant possible au trône, dans une époque marquée par l'affirmation progressive de l'idée dynastique. Le 26 février, l'état-major impérial lui préfère Valentinien Ier - un officier chrétien d'origine pannonienne comme son prédécesseur ayant servi aux côtés de Lucillianus.  
Après la mort de Jovien, Varronianus vit auprès de sa mère, craignant constamment pour la vie de son fils selon Louis-Sébastien Le Nain de Tillemont. L'historien s'appuie pour l'affirmer sur la Lettre à une jeune veuve de Jean Chrysostome, écrite aux alentours de 380, qui pourrait évoquer sa mère : « [Une ancienne impératrice], qui a un fils orphelin, tremble d'inquiétude à l'idée que l'un de ceux qui sont au pouvoir, redoutant ce qui pourrait arriver dans l'avenir, ne l'assassine. »,
Selon Tillemont, repris par la suite par Edward Gibbon, Varronianus aurait eu par la suite les yeux crevés afin de l'écarter de toute prétention au trône. Un passage des Homélies sur les Philippiens de Jean Chrysostome semble en effet se rapporter à Jovien et à Varronianus : « Un quatrième prince bientôt fut empoisonné aussi, et, croyant prendre un breuvage, but la mort à pleine coupe. Le fils de ce malheureux, dont la santé était une menace pour l'avenir, se vit arracher les yeux, sans avoir mérité ce supplice ».